# Jüdischer Friedhof (Strážov)
Koordinaten: 49° 18′ 16,4″ N, 13° 16′ 1″ O

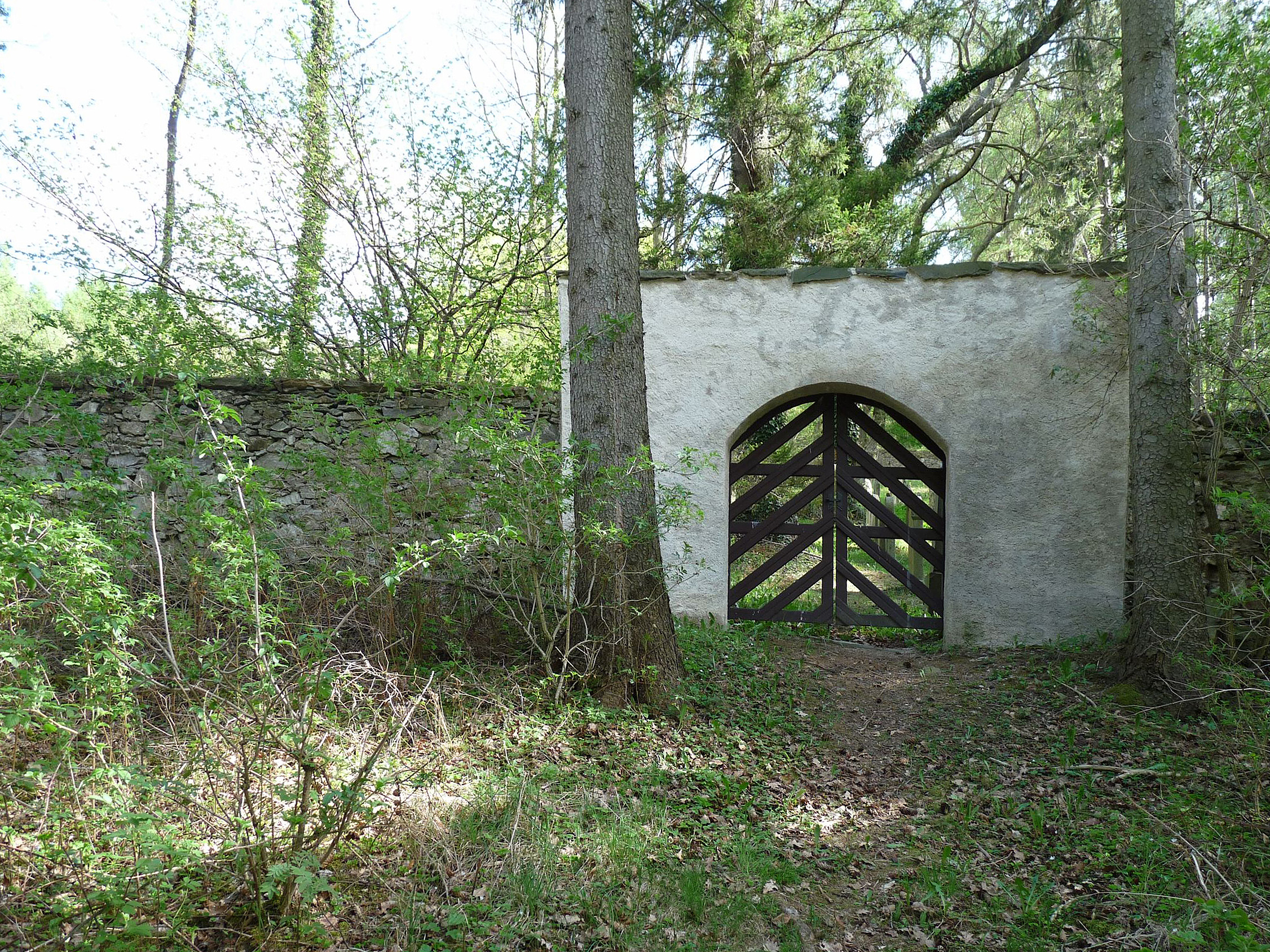
Eingang zum jüdischen Friedhof in Strážov

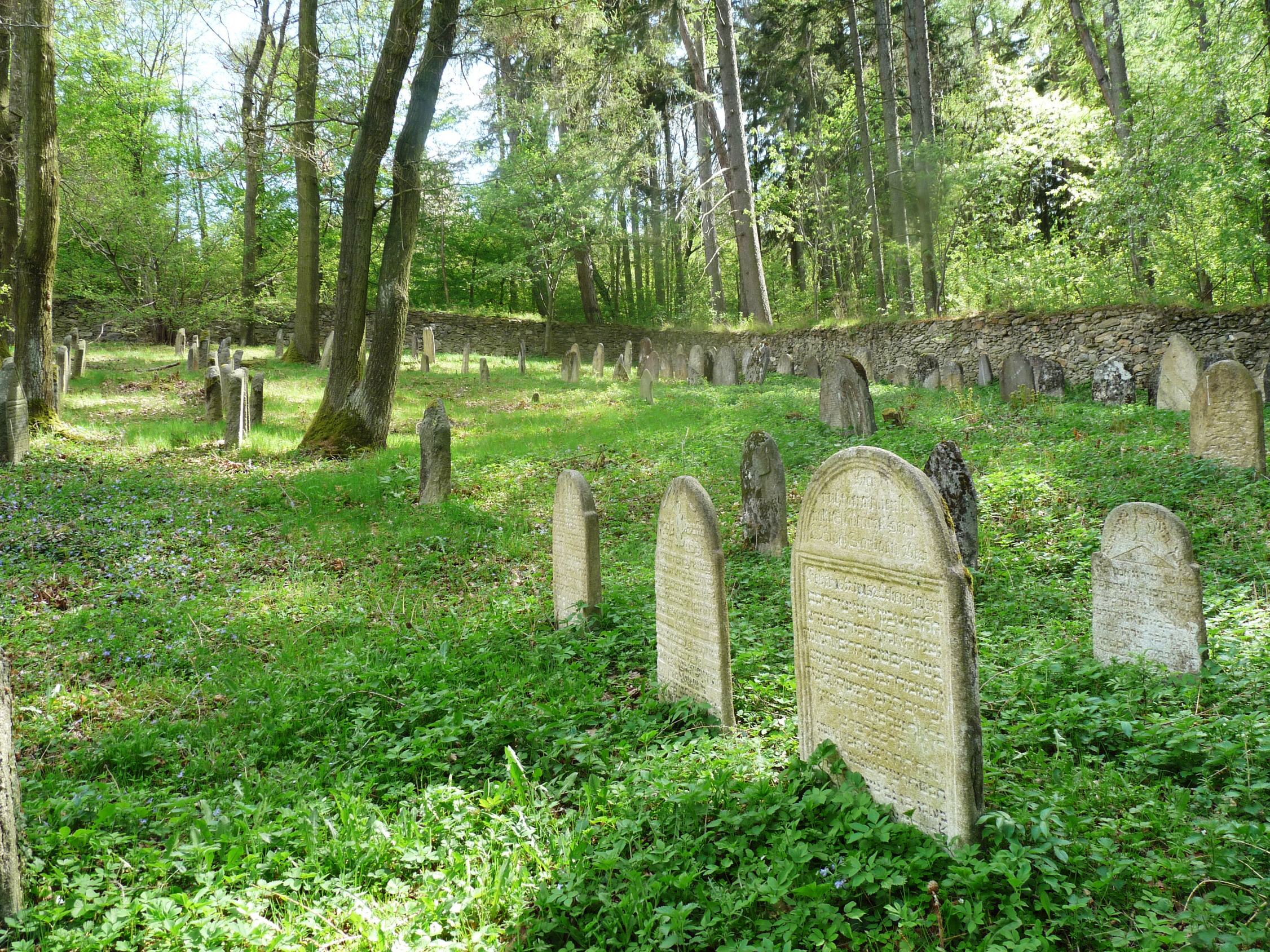
Ansicht

Wann der Jüdische Friedhof in Strážov (deutsch Drosau), einer Stadt im Okres Klatovy in Tschechien, angelegt wurde, ist nicht bekannt. Der jüdische Friedhof befindet sich östlich der Stadt am Nordhang der Erhebung Smrková hora. 
Auf dem Friedhof sind heute noch circa 250 Grabsteine vorhanden.